# Amblyrhynchichthys
Amblyrhynchichthys — рід риб родини коропових.

## Класифікація
Рід містить два види, що поширені у Південно-Східній Азії:
- Amblyrhynchichthys micracanthus Ng & Kottelat, 2004
- Amblyrhynchichthys truncatus (Bleeker, 1851)